# 初恋のいた場所
「初恋のいた場所」（はつこいのいたばしょ）は、日本のフォークバンド・海援隊のメジャー26作目（通算30作目）のシングル。

## 概要
- 前作「まっすぐの唄」から約3年1か月ぶりのシングル。
- 表題曲はメンバーの武田鉄矢主演のテレビドラマ『3年B組金八先生』の第7シリーズ主題歌に起用された。同作のタイアップを手掛けるのは通算6作目となった。
- オリコンチャート最高位24位を獲得。3作連続で圏内入りを果たした。

## 収録曲
1. 初恋のいた場所
作詞：武田鉄矢
作曲：千葉和臣
編曲：若草恵
2. 巡礼歌
作詞：武田鉄矢
作曲：中牟田俊男
編曲：若草恵
3. 初恋のいた場所 (オリジナル・カラオケ)
作曲：千葉和臣
編曲：若草恵
表題曲のオリジナル・カラオケバージョン。
4. 巡礼歌 (オリジナル・カラオケ)
作曲：中牟田俊男
編曲：若草恵
カップリング曲のオリジナル・カラオケバージョン。

## タイアップ
- TBS系列金曜ドラマ『3年B組金八先生』第7シリーズ主題歌 (#1)

## 収録アルバム
- 光陰矢のごとし-3年B組金八先生主題歌集- (#1)
- 3年B組金八先生主題歌集 (#1,3)
- 去華就実〜花散りて次に葉茂り実をむすぶ〜 (DISC 2#1,2)[注 1]
- エッセンシャル・ベスト 1200 海援隊 (#1)